# Петър Цанков (офицер)
Петър Иванов Цанков е български генерал, роден на 10 октомври 1896 г. в Севлиево. В периода 1942 – 1944 е началник на Школата за запасни офицери.

## Военна служба
- 1928 – 25-и пехотен полк;
- 1929 – Адютант на Коменданта на София;
- 1932 – Началник на 1-ви пограничен участък;

## Убийство
Ген. Петър Цанков е убит през 1944 г. непосредствено след преврата, с който е наложен комунистическия режим в България; хвърлен е от V етаж на сградата на Държавна сигурност, по време на т.нар. „следствие“. Имуществото му е конфискувано с решение, взето по време на втория процес на Четвърти върховен състав на Народния съд срещу 137 офицери от командването на войската, проведен на 21 април 1945 г.

## Военни звания
- Подпоручик (12 март 1916)
- Поручик (14 октомври 1917)
- Капитан (30 януари 1923)
- Майор (1933)
- Подполковник (6 май 1936)
- Полковник (6 май 1940)
- Генерал-майор (6 май 1944)